# Sidi El Makhfi
Sidi El Makhfi (en àrab سيدي المخفي, Sīdī al-Maḥfī; en amazic ⵙⵉⴷⵉ ⵄⴷⴷⵉ) és una comuna rural de la província d'Ifrane, a la regió de Fes-Meknès, al Marroc. Segons el cens de 2014 tenia una població total de 16.709 persones.